# Бек Нарзи
Бек Нарзи — британский бизнес-тренер в сфере ресторанного бизнеса. Автор книги «Кодекс хореканца. Успешная карьера в 50 шотах» и «7 дней до взлёта», колумнист G-news, ресторатор. Основатель премии «Неоновый шейкер».
Приглашенный автор на платформах G-news, Snob, Эхо Москвы, WeProjectMedia и др.
Автор рубрики "ДАСТАРХАНТЕР" в рамках проекта "Asia-Plus".
Автор и участник проекта "Хореканская Хроника".
Вошёл в список 50 самых влиятельных людей мира барной индустрии и в мировую десятку лучших предпринимателей по версии Havana Club Bar Entrepreneurs.
Является управляющим директором ресторанной группы Pachamama Restaurant Group в Лондоне. В его консалтинговый послужной список входят свыше 30 заведений в России и за рубежом. Основатель компаний Russian Cocktail Club и Cocktail-Ninja, автор и ведущий программы Prime Time Cocktail на телеканале Russia Today. Владелец и директор личной компании Narzi Group Limited в Лондоне занимающейся развитием барной индустрии.
Занимался делами панорамного бара-ресторана «Сити Спейс», расположенного на 34-м этаже отеля «Свиссотель Красные Холмы», и вывел его в рейтинг лучших мировых баров по версии журнала Drinks International. «Сити Спейс» при нём стал первым российским рестораном, который вошел в 50 лучших баров мира (50 WORLD’S BEST BARS). Входит в состав жюри на «World’s best bars».
Награды:
2020 - номинант на премию "На благо мира" (раздел "Познавательная литература") за книгу "Кодекс хореканца"
2019 - победитель Inshaker Bartender Awards 2019 в номинации "Инноватор года" (по итогам голосования 878 профессионалов индустрии).
2019 - книга Бека Нарзи "Кодекс хореканца" стала серебряным лауреатом национальной литературной премии "Золотое перо Руси" в номинации "Издания". Книга неоднократно попадала в раздел «Детская литература» на ресурсах, где была представлена.
В 2015 и 2017 годах Нарзи Бек был лауреатом национальной премии «За вклад в развитие индустрии гостеприимства России» за вклад в развитие барной индустрии.
2014 — TIME OUT «Best New Bar».
2013 — MENU AWARD «Best Bar» в России.
2012 — Коктейли City Space включены в список лучших «Worlds Best Cocktails», по мнению Тома Сандхэма.
2012 — Запуск русских коктейльных новостей — Впервые в мире видео-новости для барной индустрии.
2011 — City Space listed No32 within «50 World’s Best Bars» according to Drinks international.
2009 — Победитель в номинации «Best Speed and Taste» Diageo World Class в Лондоне.
2008 — Бар City Space включен в список Bartenders Guide в разделе «TOP 10 World’s Best Bars».

## Биография

### Образование
- 1998 год — диплом о высшем образовании в области компьютерных технологий, Вестминстер колледж[7], Паддингтон-Грин, Лондон.
- 2004 год — бакалавр цифровых СМИ, Лондонский университет[8], Лондонский колледж коммуникаций[9], Лондон.
- 2002 год — единственный курс в Великобритании, признанный 53 членами Международной ассоциации барменов.
- 2004 год — Промежуточный сертификат WSET уровня 2 по винам, спиртным и напиткам, Фонд образования в области вин и крепких алкогольных напитков[10].
- 2006 год — Сертификат WSET уровня 2 Профессиональный сертификат по алкоголю и напиткам, Фонд образования в области вин и крепких алкогольных напитков.

### Личная жизнь
Женат, двое детей.

## Мнения
Самый непредсказуемый, эпатажный и великолепный барный кумир всея Руси — Бек Нарзи. Его багаж знаний, словарный запас и простота донесения истин до аудитории сравнимы с философскими посылами группы Ленинград. Джедай барной культуры расскажет и покажет, кто есть кто, зачем и почему, без тени смущения и доли сомнения...
— Марго Бор, DCW Magazine

Знания, талант и опыт позволили ему работать в самых лучших заведениях Лондона (Mad Bar, Milk and Honey) — он был официально признан первым русскоговорящим барменом Британии.
— Федор Кондратенко, журналист Horeca magazine

…В категории «генеральный продюсер за стойкой» его действительно можно считать номером один в Москве. Он гениально понимает постояльца, забежавшего в бар между бизнес-встречей и самолётом. Его бармены, скорее всего, не спасуют ни перед партнерами Сечина, ни перед подружками Дарьи Жуковой. Он может позволить себе заниматься чистым искусством, мешать самогон с узваром и придумывать новую русскую кухню в мире напитков. И не надо забывать, благодаря ему Москва впервые оказалась в мировых рейтингах…
…Он может позволить себе заниматься чистым искусством, мешать самогон с узваром и придумывать новую русскую кухню в мире напитков. И не надо забывать, благодаря ему Москва впервые оказалась в мировых рейтингах…
— Дмитрий Шаля «Афиша»

«Бек Нарзи из числа тех, кто не следует трендам, а задает их».
— Ольга Овчарова, Time Out
Популяризатор российской барной культуры за рубежом. Бек Нарзи: "Нужно больше рассказывать о преимуществах виноделия в Крыму блогерам, которые имеют большую аудиторию, - советует Бек Нарзи, российский предприниматель в сфере ресторанного бизнеса. - Я, вернувшись домой привлеку человек сто, чтоб они не боялись, ехали и рассказывали о Крыме на своих ресурсах как о винодельческом регионе. Пока к сожалению, 95 процентов людей не разбираются в вине, и на них способны повлиять блогеры".